# Gomphidia leonorae
Gomphidia leonorae är en trollsländeart som beskrevs av Tridib Ranjan Mitra 1994. Gomphidia leonorae ingår i släktet Gomphidia och familjen flodtrollsländor. IUCN kategoriserar arten globalt som otillräckligt studerad. Inga underarter finns listade i Catalogue of Life.